# Anton Tanghe
Anton Tanghe (Lauwe, 28 januari 1999) is een Belgisch voetballer die sinds 2023 uitkomt voor SV Zulte Waregem. Tanghe is een verdediger.

## Carrière
Tanghe begon op zijn vierde te voetballen bij Racing Club Lauwe. Hij stapte later over naar KSV Roeselare en nog later naar Club Brugge. In mei 2017 ondertekende hij zijn eerste profcontract bij Club Brugge. Hij slaagde er – mede vanwege een zware knieblessure – echter niet in om door te stromen naar het eerste elftal, waarop hij in de zomer van 2019 naar KV Oostende trok. Het was beloftentrainer Kurt Bataille, de vader van zijn ex-ploegmaat Jelle, die hem overtuigde om voor KV Oostende te tekenen. Eerder had hij al geprobeerd om hem naar KSKV Zwevezele – waar hij toen hoofdtrainer was – te halen.
Op 9 november 2019 nam trainer Kare Ingebrigtsen, op dat moment hoofdtrainer van KV Oostende, hem op in de selectie voor de competitiewedstrijd tegen Excel Moeskroen. In januari 2020 maakte Tanghe de overstap naar de A-kern van Oostende, waar hij de vervanger werd van Yaya Sané. Enkele dagen later, op 24 januari 2020, maakte hij tijdens de competitiewedstrijd tegen Standard Luik zijn officiële debuut in het eerste elftal van de club: hij mocht in de 71e minuut invallen voor Michiel Jonckheere.
In het seizoen 2020/21 wist Tanghe de nieuwe Duitse trainer Alexander Blessin te overtuigen van zijn kunnen en een basisplaats te bemachtigen centraal in de verdediging naast Arthur Theate. Op 21 november 2021 scoorde hij zijn eerste doelpunt in zijn professionele voetbalcarrière in de competitiewedstrijd tegen Royal Antwerp FC. Zijn goal leverde Oostende een punt op in het 1-1-gelijkspel. Tanghe bleef uiteindelijk het hele seizoen een onbetwistbare pion in het elftal van Blessin, dat maar net naast Europees voetbal greep.
Op 6 januari 2024 maakte Anton Tanghe de overstap naar Zulte Waregem. Hij tekende er een contract tot 2027.

## Clubstatistieken
| Seizoen         | Club             | Land            | Competitie         | Competitie | Competitie | Beker | Beker | Supercup | Supercup | Europees | Europees | Totaal | Totaal |
| Seizoen         | Club             | Land            | Competitie         | Wed.       | Dlp.       | Wed.  | Dlp.  | Wed.     | Dlp.     | Wed.     | Dlp.     | Wed.   | Dlp.   |
| --------------- | ---------------- | --------------- | ------------------ | ---------- | ---------- | ----- | ----- | -------- | -------- | -------- | -------- | ------ | ------ |
| 2019/20         | KV Oostende      | Vlag van België | Jupiler Pro League | 1          | 0          | 0     | 0     | —        | —        | —        | —        | 1      | 0      |
| 2020/21         | KV Oostende      | Vlag van België | Jupiler Pro League | 33         | 1          | 2     | 0     | —        | —        | —        | —        | 35     | 1      |
| 2021/22         | KV Oostende      | Vlag van België | Jupiler Pro League | 21         | 0          | 1     | 0     | —        | —        | —        | —        | 22     | 0      |
| 2022/23         | KV Oostende      | Vlag van België | Jupiler Pro League | 30         | 0          | 2     | 0     | —        | —        | —        | —        | 32     | 0      |
| 2023/24         | KV Oostende      | Vlag van België | Eerste klasse B    | 16         | 1          | 3     | 0     | —        | —        | —        | —        | 19     | 1      |
| 2023/24         | SV Zulte Waregem | Vlag van België | Eerste klasse B    | 12         | 0          | 0     | 0     | —        | —        | —        | —        | 12     | 0      |
| 2024/25         | SV Zulte Waregem | Vlag van België | Eerste klasse B    | 15         | 1          | 2     | 1     | —        | —        | —        | —        | 17     | 2      |
| Carrière totaal | Carrière totaal  | Carrière totaal | Carrière totaal    | 128        | 3          | 10    | 1     | 0        | 0        | 0        | 0        | 138    | 4      |

Bijgewerkt op 17 september 2021.
1 Bostyn ·
3 Tanghe ·
4 Lemoine ·
7 Challouk ·
8 Rommens ·
9 Vossen  ·
10 Ablo Traoré ·
11 Gavriel ·
14 Barkarson ·
17 Diop ·
18 Tambedou ·
19 Nyssen ·
20 Hedl ·
21 Nnadi ·
22 Opoku ·
23 Van der Gouw ·
24 Erenbjerg ·
27 Diabaté ·
31 Willen ·
42 Dobbels ·
47 Labie ·
50 Van Damme ·
55 Cappelle ·
59 Demuynck ·
64 Sergeant ·
Coach: Vandenbroeck